# 鈴木一雄
鈴木 一雄（すずき かずお、1922年（大正11年）8月26日 - 2002年（平成14年）5月19日）は、日本文学者。元十文字学園女子短期大学・十文字学園女子大学学長。勲三等旭日中綬章（2000年）。正四位（2002年6月）。

## 来歴・人物
東京市本郷区田町に、8人姉弟の7番目の長男として、大工の棟梁の家に生まれる。文京区立礫川小学校、東京府立第五中学校を経て、1946年（昭和21年）、東京文理科大学文学部国語国文学科卒業。専攻は平安時代文学、とくに物語文学・日記文学。
東京都立九段高等学校、東京教育大学附属中学校・高等学校の教官、東京教育大学文学部助教授。金沢大学法文学部助教授・教授、同文学部学部長。明治大学教授を経て、1991年に十文字学園女子短期大学学長（第3代）に就任、1996年からは十文字学園女子大学初代学長を務め、大学を創設した功績により叙勲を受けた。在職中に死去。
学外での活動としては、NHKラジオ第2放送「古典講読」で1985年4月より「源氏物語」を毎日曜472回に亘り全講し、同じく1997年4月より「和泉式部日記」を毎日曜52回に亘り全講した。
また、大学受験指導にも力を入れ、学習参考書を多く執筆したほか、大学受験ラジオ講座の講師を10年間担当し、受験雑誌『蛍雪時代』の実力養成講座の常連執筆者でもあった。
2002年5月19日、脳梗塞のため死去。

## 年譜
- 1946年11月 都立九段中学校（旧制）教諭
- 1948年6月 東京高等師範学校附属中学校（現・筑波大学附属中学校・高等学校）教諭
- 1951年2月 東京文理科大学助手
- 1953年4月 東京教育大学助手
- 1956年4月 同講師
- 1959年2月 同助教授
- 1976年8月 金沢大学教授
- 1980年4月 同文学部学部長
- 1983年4月 明治大学教授
- 1991年4月 十文字学園女子短期大学学長
- 1996年4月 十文字学園女子大学学長

## 著書
- 『堤中納言物語要解』（文法解明叢書） 有精堂出版, 1955
- 『文法設問 大鏡の解釈と鑑賞』（国文解釈と鑑賞叢書4） 有精堂出版, 1958
- 『古典（古文・漢文）』 旺文社, 1965
- 『例解古文重要単語』（シグマ・ベスト大学受験必携） 文英堂, 1965
- 『古典の基礎』 旺文社, 1967
- 『精講古典国語』学生社, 1967
- 『旺文社学習古語辞典』旺文社, 1969
- 『たったひとりの世の中』（至文堂選書） 至文堂, 1973
- 『堤中納言物語序説』 桜楓社, 1980
- 『平安時代の和歌と物語』 桜楓社, 1983
- 『物語文学を歩く』有精堂出版, 1989
- 『王朝女流日記論考』至文堂, 1993

### 校注・編纂
- 『全講和泉式部日記』 （円地文子と共著） 至文堂, 1965, 1971（増補版）, 1983（改訂版）
- 『夜の寝覚』（日本古典文学全集）（校注・訳） 小学館, 1974
- 『旺文社標準古語辞典』 旺文社, 1974
- 『源氏物語1～3』（『国文学解釈と鑑賞』別冊）（編集・解説） 至文堂, 1982
- 『日本文学新史 古代2』（『国文学解釈と鑑賞』別冊） 至文堂, 1985, 1990（新装改版）
- 『和泉式部日記』（全対訳日本古典新書）創英社, 1985
- 『狭衣物語』（新潮日本古典集成） 新潮社, 1985-86
- 『三省堂全訳読解古語辞典』 三省堂, 1995, 1996（小型版）
- 『三省堂全訳基本古語辞典』 三省堂, 1995